# Siguinasso
Siguinasso est une commune rurale située dans le département de Morolaba de la province de Kénédougou dans la région des Hauts-Bassins au Burkina Faso.

## Santé et éducation
Le centre de soins le plus proche de Siguinasso est le centre de santé et de promotion sociale (CSPS) de Morolaba.